# Коккозский район

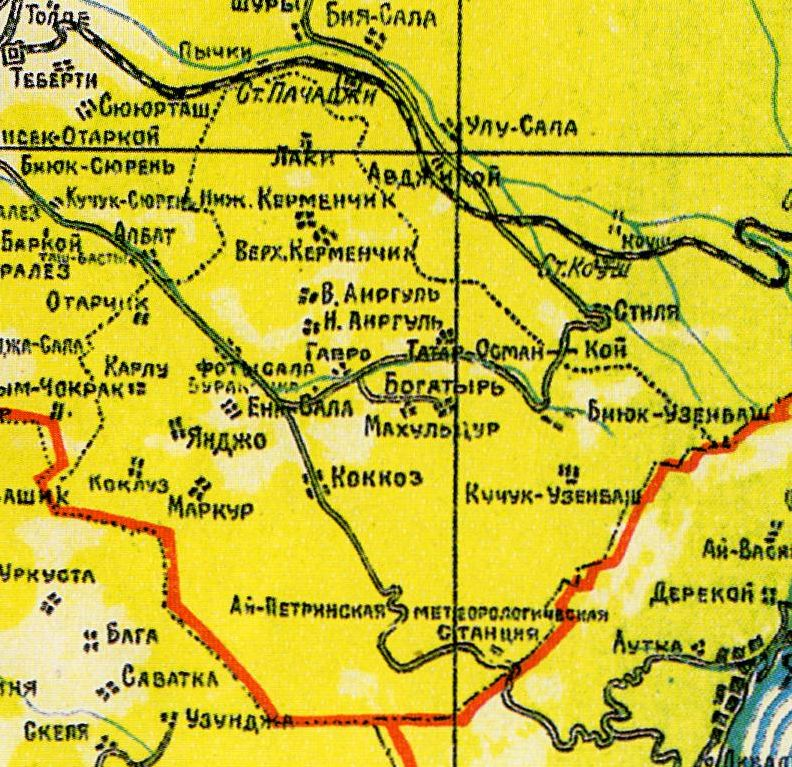
Коккозский район на карте Крымского статистического управления, 1922 г.

Кокко́зский райо́н (укр. Кокозський район, крымскотат. Kökköz rayonı, Коккозь районы) — упразднённая административно-территориальная единица Крымской АССР, с центром в селе Коккоз, существовавшая в 1921—1923 годах.
Располагался район на юго-западе Крыма, в пределах юго-восточной части современного Бахчисарайского района занимая территорию верховья реки Бельбека, с притоками Коккозка и Суаткан, междуречье с Качей, до Ай-Петринской яйлы Главной гряды Крымских гор.
Коккозский район был образован, после упразднения системы волостного деления декретом ВЦИК и СНК РСФСР, 18 октября 1921 года, в примерных границах бывшей Богатырской волости, в составе обновлённого Ялтинского уезда. В 1922 году уезды получили название округов, а, постановлением Крымского ЦИК и Совнаркома от 4 апреля 1922 года, Коккозский район был выделен из Ялтинского округа и передан в состав Симферопольского. В 1923 году, на основании постановления ВЦИК РСФСР, округа были ликвидированы и введено новое деление на районы, в результате которого Коккозский район упразднили, а сёла передали в Бахчисарайский.